# Pasivni prihod
Pasivni prihod pojam je iz ekonomije. Oblik je prihoda koji predstavlja kontinuirani novčani tijek koji zahtijeva minimalni ili nikakav daljnji napor od strane primatelja. Za razliku od aktivnog dohotka, koji ovisi o vremenu i intenzitetu rada, pasivni dohodak nije koreliran s produktivnošću ili vremenom i ne zahtijeva fizičku prisutnost. Ipak, uspostava pasivnog dohotka često zahtijeva financijsko ulaganje i znatne napore.

## Primjeri
Pasivni prihod može biti, na primjer:
- bankovni depoziti, obveznice (kamate)
- vrijednosni papiri (dividend)
- nekretnine (za iznajmljivanje)
- autorsko pravo
- Dobit iz poduzeća gdje prisutnost nije potrebna
- Dobit od licenciranja ili od patenata
- Prihodi od investicijskih fondova

## Vanjske poveznice
- http://financijska-sloboda.com/pasivni-prihod/  Arhivirana inačica izvorne stranice od 9. svibnja 2018. (Wayback Machine)